# Ка Пасквали (Венеција)
Ка Пасквали (итал. Ca' Pasquali) је насеље у Италији у округу Венеција, региону Венето.
Према процени из 2011. у насељу је живело 465 становника. Насеље се налази на надморској висини од 1 м.